# Эрфурт, Арно
Арно Эрфурт (нем. Arno Erfurth; 31 января 1908, Берлин — 15 мая 1975, Штутгарт) — немецкий пианист и музыкальный педагог.
Окончил Берлинскую высшую школу музыки (1928), с 1935 г. преподавал в ней. С 1943 г. профессор фортепиано в Штутгартской высшей школе музыки, с 1952 г. заместитель её ректора, в 1966—1973 гг. ректор. Концертировал по городам Германии, а также в Финляндии, Норвегии, Ирландии, исполнял фортепианный концерт Эрнста Кшенека с оркестром под управлением автора (1954). Записал клавирный концерт ля мажор Карла Диттерса фон Диттерсдорфа с Симфоническим оркестром Штутгартского радио под управлением Ханса Мюллера-Края. Среди его учеников, в частности, Ганс Отте.